# Шайетет 7
Шайетет 7 (ивр. שייטת 7‎, 7-я флотилия ВМС Израиля) — элитная боевая флотилия ВМС Израиля, которая отвечает за управление подводными лодками, находящимися в распоряжении военно-морских сил Израиля. 
Флотилия была создана в 1959 году, её первым командиром был вице-адмирал Йосеф Дрор, базируется на военно-морской базе в Хайфе. 
Задачи флотилии — уничтожение вражеских судов, контроль входов в порт, скрытый сбор разведданных и помощь военно-морским силам в бою, патрулирование и защита побережья. Подводные лодки серии «Дольфин» и «Дольфин AIP», эксплуатируемые сегодня флотилией, являются одними из самых современных обычных подводных лодок в мире. Подводные лодки этой модели - самое сложное и дорогое средство ведения войны в Армии обороны Израиля.
Служба в экипаже подводной лодки является добровольной, после испытаний и длительных курсов обучения и включает подпись контракта на постоянную службу. Матросы подводной лодки проходят курс обучения водолазного дела и специализируются на различных должностях на подводной лодке. Офицер ВМС получает командование подводной лодкой после длительной подготовки и строгой аттестации. Командующий подводным флотом выбирается из числа командиров подводных лодок и получает звание капитана 1-ранга.